# Пам'ятний знак на честь спорудження газопроводу «Союз»
Пам'ятний знак на честь будівельників газогону «Союз» споруджений у м. Бар Вінницької області у 1975—1978 рр., на перехресті вулиць Героїв Майдану (раніше Пролетарська) та Арсенальної (Червоноармійська).

## Історія
У 1978 році з ініціативи будівельників газогону з Німецької Демократичної Республіки та завдяки активній участі молодіжних організацій міста Бар після остаточного завершення будівництва газогону та обслуговуючого його комплексу робочих об'єктів і споруд на честь будівельників газогону «Союз» було встановлено пам'ятний знак, у 1980-му — меморіальну дошку з написом. У спорудженні газомагістралей об'єкту «Союз» брали участь представники країн, які на той час входили до складу Ради Економічної Взаємодопомоги.
Будівництво комплексу обслуговуючих об'єктів газових магістралей велося з 1975 по 1978 рік. Через землі Барського району пройшло три гілки газогону: «Союз», «Прогрес», «Уренгой — Помари — Ужгород». За період газомагістрального будівництва від оренбурзьких степів до Карпат прокладено 2750 км труб, 189 км пролягло через територію Вінницької області. На землях Барського району протяжність газомагістралей становить близько 50 км. Три потужні компресорні станції працюють за 15 км від адміністративного центру міста Бар, спрямовуючи газ у 8 країн світу: Словенію, Чехію, Польщу, Румунію, Німеччину, Францію, Австралію, Італію. Газогінні гілки проходять через землі сіл району: Слобода-Ходацька, Ходаки, Мигалівці, Журавлівка, Сеферівка, Терешки, Каноніцьке, Голубівка, Мальчівці, Першотравневе (Степанки).
Пам'ятний знак встановлений у 1978 р., являє собою металевий обеліск висотою в 7,5 м (діаметр — 1,4 м), що розміщується на 4-х бетонних плитах, вбудованих у площадку (розм. — 20 х 20 м). На кільці споруди укріплена меморіальна дошка з нержавіючої сталі з написом. З обох боків основної споруди встановлено чотири металеві конструкції, на яких зображено двоколірний прапор України.